# آیی-شومپاینه
آیی-شومپاینه (به فرانسوی: Aÿ-Champagne) یک کمون (فرانسه) در فرانسه است که در Communauté de communes de la Grande Vallée de la Marne واقع شده‌است. آیی-شومپاینه ۳۱٫۹۴ کیلومتر مربع مساحت دارد.